# Alfons Pützer KG
Die Alfons Pützer KG war ein 1949 von Alfons Pützer in Bonn gegründeter holzverarbeitender Betrieb für industrielle Baugruppenfertigung, der ab 1953 auch in die Flugzeugproduktion einstieg.

## Unternehmensgeschichte
Als Alfons Pützer 1945 aus der Kriegsgefangenschaft nach Bonn zurückkehrte, widmete er sich zunächst dem Aufbau des im Krieg zerstörten Familienbetriebs seines Vaters. Den mittelständischen Drechslerei-Betrieb übergab er 1948 an seinen ältesten Bruder.
Alfons Pützer gründete daraufhin einen eigenen holzverarbeitenden Betrieb in Bonn zur Fertigung von industriellen Baugruppen. Er erwarb für den Betrieb ein Familiengrundstück in der Bornheimer Straße 133, wo eine Bürobaracke, zwei Werkstattgebäude und ein Holzlager errichtet wurden. Am 14. Dezember 1950 erfolgte die Eintragung des Betriebs unter dem Namen „Alfons Pützer KG“ beim Amtsgericht Bonn unter der Nummer HRA 97.
Die ersten Aufträge kamen aus der Modeindustrie. Die Pützer KG stellte Modellformen für Hüte und Schuhe der Textilindustrie her. Später folgten auch Aufträge zum Bau von Industriebaugruppen in Holzbauweise. Anders als viele seiner Kollegen stieg Alfons Pützer nach der Freigabe des Segelflugs in Deutschland 1951 nicht unmittelbar in den Flugzeugbau ein. Zwar entstand 1951/52 bei der Alfons Pützer KG ein Segelflugzeug vom Typ Grunau Baby II. Dieses Flugzeug war aber nur für die privaten Zwecke von Alfons Pützer bestimmt.

### Abteilung Flugzeugbau bei der Alfons Pützer KG
Erst als sein Jugendfreund Walter Horten ihn 1953 bat, den Prototyp des von Walter Horten konzipierten Nurflüglers Horten Ho 33 bei der Alfons Pützer KG zu bauen, richtete Alfons Pützer eine Abteilung Flugzeugbau innerhalb der Alfons Pützer KG ein. Obwohl die Horten Ho 33 von vornherein für die spätere Nachrüstung zu einem Motorflugzeug vorgesehen war, erwies sich die Konstruktion für eine Serienfertigung als zu kompliziert. Inzwischen beabsichtigte Alfons Pützer allerdings nach der Freigabe des Motorflugs in Deutschland, in die Serienfertigung von einfachen Motorflugzeugen einzusteigen, die für einen möglichst großen Käuferkreis erschwinglich sein sollten.
Seit 1954 arbeitete Alfons Pützer daher mit Fritz Raab zusammen, dessen Doppelraab zu den erfolgreichsten Segelflugzeug-Konstruktionen der frühen Bundesrepublik Deutschland zählte. Pützer regte die Weiterentwicklung der Doppelraab zu einem Motorflugzeug an, für das Fritz Raab die notwendigen Konstruktionsunterlagen zur Verfügung stellte. Bei der Alfons Pützer KG entstanden daraufhin unter der Bezeichnung Pützer Motorraab vier Prototypen, von denen der erste Prototyp wenige Stunden nach der Freigabe des Motorflugs in Westdeutschland zu seinem Erstflug abhob. Aus der Motorraab entstand 1957 ebenfalls aus einer Zusammenarbeit von Pützer und Raab die vergrößerte Pützer Elster, die auf eine Spezifikation der Bundesluftwaffe zur Erstausstattung ihrer Sportfluggruppen hin entwickelt wurde.
Nachdem die Pützer Elster den Ausschreibungswettbewerb der Luftwaffe gewonnen hatte und die Bundesluftwaffe den Beschaffungsauftrag für dieses Flugzeug erteilt hatte, erfolgte bei der Alfons Pützer KG die Erweiterung der bis dahin nur auf Einzelstücke ausgelegten Abteilung Flugzeugbau. Die Fertigung einzelner Bauelemente erfolgte im Rahmen des industriellen Holzbaus. Die einzelnen Elemente wurden in der Abteilung Flugzeugbau zu Flugzeugbaugruppen montiert. Die fertigen Rümpfe und Tragflächen wurden danach zum Flugplatz in Bonn-Hangelar per LKW transportiert. Dort erfolgte die Endmontage und das Einfliegen der Maschinen. In Hangelar richtete die Alfons Pützer KG auch einen Wartungsbetrieb ein, der neben den Pützer Elster auch für die Wartung der übrigen Flugzeuge der Sportfluggruppen der Bundeswehr verantwortlich war. Die Serienfertigung der Pützer Elster lief 1958 an. Bis zu zehn Flugzeuge pro Jahr entstanden in den Jahren 1959 bis 1961 bei der Alfons Pützer KG. Die Pützer Elster war neben der Motorraab das einzige in größeren Stückzahlen bei der Alfons Pützer KG in Serie gefertigte Flugzeugmuster.
Ansonsten war die Abteilung Flugzeugbau in der Alfons Pützer KG auf den Bau von Prototypen und Erprobungsträgern spezialisiert, die in der Bauphase und der späteren Erprobung mehrfachen Modifikationen unterlagen. Hierzu zählt der für Walter Horten gebaute Versuchsträger Pützer Dohle und der hieraus für Karl Lürenbaum abgeleitete Versuchsträger Pützer Bussard, die zur Erprobung geeigneter Fernwellenantriebe verwendet wurden. Der Pützer Bussard wurde später noch einmal als Versuchsträger für Ringleitwerke für Erich Ufer umgebaut. Diese Versuchsträger blieben Einzelstücke.
Anfang der 60er Jahre entstand mit der Pützer MS-60 das letzte bei der Alfons Pützer KG entwickelte Flugzeug, mit dem Alfons Pützer einen auf die neue Motorsegler K-Klasse in Deutschland optimierten Motorsegler schuf, der für einen späteren Serienbau bei der Alfons Pützer KG vorgesehen war. Sein hohes Gewicht und der hohe, kalkulierte Verkaufspreis verhinderten allerdings die Aufnahme einer Serienproduktion. Auch die MS-60 blieb ein Einzelstück.

### Vertriebspartner für Alpavia S.A.
Im Rahmen einer Sondierung des Motorsegler-Markts wurde Alfons Pützer 1963 auf das von dem französischen Konstrukteur René Fournier konzipierte Motorreiseflugzeug Fournier RF 3 aufmerksam, das Pützers Vorstellungen von einem modernen Motorsegler weitgehend erfüllte und beim französischen Hersteller Alpavia S.A. in Gap Tallard bereits in Serie gebaut wurde. Um Erfahrungen im Vertrieb solcher Motorsegler in Deutschland zu sammeln, übernahm die Alfons Pützer KG von Alpavia S.A. die Rechte zum Alleinvertrieb der RF 3 in Deutschland und Österreich. Bereits Ende 1964 lagen 25 Bestellungen für diese neue Motorsegler-Klasse vor.

### Ausgliederung der Abteilung Flugzeugbau
Da die Produktionskapazitäten der Alpavia S.A. in Gap Tallard zur Abdeckung des europäischen Markts nicht mehr ausreichend erweitert werden konnten und auch die Kapazitäten der Abteilung Flugzeugbau der Alfons Pützer KG nur ein begrenztes Wachstum in der Bornheimer Straße zuließ, beschlossen Antoine d’Assche und Alfons Pützer 1964 die Gründung eines neuen Gemeinschaftsunternehmens auf der Dahlemer Binz unter dem Namen Sportavia-Pützer GmbH & Co KG. Antoine d’Assche brachte in dieses Unternehmen seinen Produktionsbetrieb aus dem französischen Gap Tallard ein, während Alfons Pützer seine Abteilung Flugzeugbau der Alfons Pützer KG aus Bonn in das neue Unternehmen auf der Dahlemer Binz verlagerte.
Bereits 1964 wurde der Wartungsbetrieb der Alfons Pützer KG von Bonn-Hangelar auf die Dahlemer Binz verlagert. Nach Fertigstellung der neuen Produktionsanlage der künftigen Sportavia-Pützer folgte 1966 auch der Rest der Abteilung Flugzeugbau der Alfons Pützer KG auf die Dahlemer Binz. Hier wurden die letzten Pützer Elster 1966 für die Alfons Pützer KG fertiggestellt. Ab 1966 befand sich die gesamte Organisation der ehemaligen Abteilung Flugzeugbau der Alfons Pützer KG auf der Dahlemer Binz.

### Entwicklung nach 1966
Die Alfons Pützer KG in der Bornheimer Straße 133 konzentrierte sich nach 1966 wieder weitgehend auf die industrielle Baugruppenfertigung. Nachdem Alfons Pützer in die Geschäftsleitung der Sportavia-Pützer GmbH & Co. KG gewechselt hatte, übernahm sein Neffe Rudolf Pützer 1966 die Betriebsleitung der Alfons Pützer KG.
Aus familiären Gründen trennte sich Alfons Pützer ab 1976 von seinen finanziellen Beteiligungen. Die Alfons Pützer KG übergab Alfons Pützer 1977 an seinen Neffen Rudolf Pützer, der den Betrieb in die am 31. Dezember 1979 im Bonner Handelsregister unter der Nummer 2545 eingetragene und bis heute bestehende „Rudolf Pützer GmbH“ überführte.
Die Alfons Pützer KG wurde am 13. Juli 1987 offiziell aus dem Handelsregister der Stadt Bonn gelöscht.

### Abgrenzung
1. Die in vielen Quellen genannte „Pützer Flugzeugbau KG“ hat es nicht gegeben. Der Flugzeugbau fand ausschließlich im Rahmen einer eigenständigen Abteilung Flugzeugbau innerhalb der Alfons Pützer KG statt.
2. Die Aktivitäten zur Grundlagenforschung der Verwendung von Kunststoffen im Luftfahrzeugbau fanden nicht im Rahmen der Alfons Pützer KG statt, sondern wurden in der speziell hierfür gegründeten Pützer Kunststofftechnik GmbH & Co KG angesiedelt. Auch der Bau der LFU 205 wurde von Alfons Pützer über die Pützer Kunststofftechnik GmbH abgewickelt. Die Pützer Kunststofftechnik GmbH war vom Zusammenschluss der Abteilung Flugzeugbau der Alfons Pützer KG und der französischen Alpavia zur Sportavia-Pützer GmbH & Co KG nicht betroffen. Über die PKT betrieb Alfons Pützer noch bis in die 70er Jahre Grundlagenforschung unabhängig von den Aktivitäten der Sportavia-Pützer.

Soweit nicht anders gekennzeichnet, wurden die Angaben zur Unternehmensgeschichte aus [3] übernommen.

## Flugzeug-Produktion
Insgesamt entstanden 51 Flugzeuge bei der Alfons Pützer KG zwischen 1952 und 1964.
Die höchste Produktionsrate wurde mit 10–12 Flugzeugen pro Jahr von 1959 bis 1961 erreicht.
- Grunau Baby II – Einzelstück von 1952 als Privatflugzeug für Alfons Pützer
- Horten Ho 33 – Prototypenbau für Walter Horten, zwei Flugzeuge 1953/54
- Pützer Motorraab – vier Prototypen 1955/56
- Pützer Dohle – Fernwellen-Erprobungsträger für Walter Horten, Einzelstück 1956
- Pützer Elster – erstes Serienflugzeug bei Alfons Pützer KG, 41 Stück 1957–1964, weitere Maschinen auf der Dahlemer Binz
- Pützer Bussard – Fernwellen-Erprobungsträger für Prof. Karl Lürenbaum, Einzelstück 1958
- Pützer MS-60 – Motorsegler-Prototyp von 1959, Einzelstück